# روبرت بروبيكر
روبرت بروبيكر (بالإنجليزية: Robert Brubaker)‏ هو مغني أوبرا ومغني أمريكي، ولد في 1963.